# Papa Stour Airport
Papa Stour Airport är en flygplats i Storbritannien.   Den ligger i kommunen Shetlandsöarna och riksdelen Skottland, i den norra delen av landet, 1 000 km norr om huvudstaden London. Papa Stour Airport ligger 20 meter över havet. Den ligger på ön Papa Stour.
Terrängen runt Papa Stour Airport är huvudsakligen platt, men söderut är den kuperad. Havet är nära Papa Stour Airport åt nordväst. Runt Papa Stour Airport är det mycket glesbefolkat, med 6 invånare per kvadratkilometer. Trakten runt Papa Stour Airport består i huvudsak av gräsmarker.